# Khaitan Sporting Club
Maillots
Actualités
Le Khaitan Sporting Club (en arabe : نادي خيطان الرياضي), plus couramment abrégé en Khaitan SC, est un club koweïtien de football fondé en 1965 et basé à Khaitan, une banlieue de Koweït City, la capitale du pays.

## Histoire
Khaitan est le premier club koweïtien de l'histoire à remporter le championnat de D2 du pays.

## Palmarès
| \| - Coupe Crown Prince du Koweït : - Finaliste : 2011. - Coupe de la Fédération du Koweït (1) : - Vainqueur : 1974-75. \| \| - Championnat du Koweït D2 (2) : - Champion : 1965-66 et 1970-71. \| |  |                                                                   |
| - Coupe Crown Prince du Koweït : - Finaliste : 2011. - Coupe de la Fédération du Koweït (1) : - Vainqueur : 1974-75.                                                                               |  | - Championnat du Koweït D2 (2) : - Champion : 1965-66 et 1970-71. |

## Personnalités du club

### Présidents du club
- Abdullah Al Otaibi

### Entraîneurs du club
- José Campillo

## Sponsors
- Health House Nutrition